# Willeke Alberti
Willeke Alberti (ur. 3 lutego 1945 w Amsterdamie) – holenderska piosenkarka i aktorka. Córka artysty Willy'ego Albertiego i piosenkarki Hendriki Geertruidy Kuiper.

## Kariera muzyczna
Willeke Alberti rozpoczęła karierę w młodym wieku jedenastu lat w musicalu Duel om Barbara. W 1958, razem z ojcem nagrała swój pierwszy singiel. W 1960 była znaną piosenkarką w Holandii. Wydała co najmniej jeden hit „It Was a Long Winter”, jednak nie było żadnego oficjalnego rankingu sprzedaży w owym czasie w Holandii. Pomiędzy 1965 a 1969 rokiem wraz z ojcem prowadziła program telewizyjny. Karierę muzyczną rozpoczęła w roku 1970, jednocześnie ciągle uczestnicząc w drobnych rolach telewizyjnych.
W 1994 roku Willeke Alberti reprezentowała Holandię w 39. Konkursie Piosenki Eurowizji z utworem „Waar is de zon?”. 30 kwietnia wystąpiła w finale widowiska organizowanego w Dublinie i zajęła ostatecznie 23. miejsce na 25 uczestników po zdobyciu łącznie czterech punktów od jurorów.
W marcu 2005 roku otrzymała nagrodę za całokształt artystyczny Radio 2 & Conamus Broadcasting Time Award, zostając jednocześnie pierwszą artystką w kraju wyróżnioną tą statuetką.

## Życie prywatne
Od roku 1964 do 1974 była żoną muzyka Jopa Onka z którym ma jedną córkę. W 1976 roku ponownie wyszła za mąż za Johna de Mola, z którym ma syna, Johnny'ego de Mola. Para rozwiodła się jednak w 1980 roku, a Alberti wyszła za mąż po raz trzeci. Z kolejnym mężem, piłkarzem Søren Lerbym również ma jednego syna. Søren Lerby i Willeke Alberti rozwiedli się ostatecznie w 1996 roku.

## Dyskografia

### Albumy
- Kerstmis (1964)
- Willeke (1965)
- Liedjes van Marleen (1971)
- Rooie Sien (1975)
- Vrienden voor altijd (1987)
- Liefde is... (1989)
- Favoriten van toen (1991)
- Een beetje mazzel (1993)
- Zomaar een dag (1994)
- Toen en nu (1994)
- Live in Carré (1996)
- Liedjes voor altijd (1999)
- Heb ik vandaag al gezegd (2006)
- Goud (Live in Carré) (2007)
- 100 Mooiste liedjes van Willy & Willeke Alberti (2008)
- Alle mensen willen liefde (2009)
- 65 - Een muzikaal spiegelbeeld (2010)
- Ik ben er nog (2011)

## Filmografia

### Aktorka
- De kleine waarheid - serial telewizyjny (1970-1972) - Marleen Spaargaren
- Uilenspiegel - miniserial telewizyjny (1973) - Nele
- Oom Ferdinand en de toverdrank (1974)
- Slippers - film telewizyjny (1975) - Ginny Whitaker
- Rooie Sien (1975) - Sien
- Kiss Me Kate - film telewizyjny (1975) - Lilly Vanessi
- Pygmalion - film telewizyjny (1976) - Eliza Doolittle
- Lachcarrousel - film telewizyjny (1976)
- Medisch Centrum West - serial telewizyjny (1991)
- Goede tijden, slechte tijden - opera mydlana (2008) - Josephine van Wickenrode
- Walhalla - serial telewizyjny (2011)
- Alles is familie (2012) - Lucy